# Jan Vermast
Johannes Venantius (Jan/Jean) Vermast (IJzendijke, 7 juli 1856 – Gent, 9 november 1896) was een Nederlands pianist.
Hij was zoon van Virgenie Hamelijnck en gareelmaker Venantius Josephus Vermast. Hijzelf was getrouwd met Julie Marie Ignace Heldenstein (1854-1936). Dochter Claire Vermast huwde dichter, ingenieur en consul van het groothertogdom Paul Palgen in Luik. Na het overlijden van haar man hertrouwde Julie Heldenstein met Edouard Hemmer, Voorzitter van de Kamer van Afgevaardigden.
Hij verkreeg zijn opleiding aan het Koninklijk Conservatorium Gent en behaalde daar een "prix d’exellence avec distinction" in 1874. Al in 1875 werd hij benoemd als docent klavierspel aan datzelfde conservatorium. Er ontspon zich een internationale loopbaan als pianist, waarbij hij wel optrad in Salle Érard en Parijs. Hij verdween daardoor geheel uit zicht in zijn geboorteland. Hij was ook een aantal jaren docent aan het Conservatorium van Luxemburg en was er lid van de "Cercle symphonique".
Zijn loopbaan werd echter abrupt afgebroken door een vroeg overlijden in Gent. Hij werd begraven in IJzendijke.